# Rabuiese
Il Rabuiese (in sloveno Škofijski potok) è un torrente italo-sloveno, affluente di sinistra del fiume Ospo.
Nasce alle pendici nord del colle di Antignano, nel comune sloveno di Capodistria.
Nei pressi del valico stradale di Rabuiese entra in Italia e nei pressi della bonifica delle Noghere si immette nell'Ospo.
Presso il primo ponticello a valle della strada per il valico di Rabuiese è stata attestata la presenza del crostaceo Gammarus balcanicus.